# La Torre Alta
La Torre Alta es una localidad española del municipio de Torre de Claramunt, perteneciente a la provincia de Barcelona, en la comunidad autónoma de Cataluña. En 2023, la entidad singular de población tenía empadronados 1545 habitantes y el núcleo de población, 1524.